# أنتوني جوليان
أنتوني جوليان (بالإنجليزية: Anthony Julian)‏ هو قاضي ومحامي أمريكي، ولد في 25 مارس 1902، وتوفي في 18 يناير 1984.